# سرطانة الخلية الكلوية الكيسية الأنبوبية
سرطانة الخلية الكلوية الكيسية الأنبوبية (بالإنجليزية: Tubulocystic renal cell carcinoma)‏ هو نوع فرعي نادر من سرطانة الخلية الكلوية.